# Avenida Libertad (Chillán)
La Avenida Libertad es una arteria vial ubicada en la ciudad de Chillán, Chile, considerada como uno de los ejes principales e históricos de la ciudad, cual conecta el sector céntrico de la ciudad con el sector oriente. Su trazado comprende todo el sector de Las Cuatro Avenidas, entre las avenidas Brasil y Argentina, conectando hitos importantes como la Estación de ferrocarriles de Chillán, el Edificio de los Servicios Públicos de Chillán y el Hospital Clínico Herminda Martin.

## Historia
Fue trazada por Carlos Lozier en 1887, e inaugurada el mismo año bajo el mandato de Joaquín Prieto, como consecuencia de la refundación de la ciudad tras el Terremoto de Concepción de 1835, siendo bautizada como "Calle de La Libertad".
En junio de 2017, el Gobierno regional del Bío-Bío aprobó la remodelación de la Plaza de armas de Chillán, con el fin de destinar a la avenida Libertad a convertirse en un paseo peatonal entre calles Arauco y 18 de septiembre. Sin embargo, tras la declaración de la ciudad de Chillán como capital de la Región de Ñuble en 2018, surge la idea de crear un centro cívico para la ciudad, con la posibilidad de remodelar la arteria vial por completo.